# Chikkanaji, Byadgi
Chikkanaji là một làng thuộc tehsil Byadgi, huyện Haveri, bang Karnataka, Ấn Độ.